# Gebr. Heller
Heller er en tysk producent af CNC-værktøjsmaskiner med hovedkvarter i Nürtingen, Baden-Württemberg. I 1894 etablerede Hermann Heller i Nürtingen en mindre håndværksvirksomhed. I dag har maskinproducenten 2.600 ansatte og en omsætning på 435 mio. euro.